# 더 뉴 키즈
《더 뉴 키즈》(영어: The New Kids)는 미국에서 제작된 1985년 공포 스릴러 영화이다. 숀 S. 커닝햄이 연출과 제작을 맡았다. 섀넌 프레즈비, 로리 로클린, 제임스 스페이더 등이 출연하였다.

## 줄거리
교통 사고로 어머니와 대령인 아버지를 한꺼번에 잃은 애비와 로런은 플로리다주에서 주유소와 소규모 놀이공원을 운영하며 고전 중인 삼촌 찰리와 숙모 페이 밑으로 들어가게 된다. 로런은 보안관의 딸 캐런과 가까워지고, 애비는 마크와 어울리게 된다.
로런과 애비 남매를 맘에 들어하지 않는 갱단 두목 에디는 애비를 납치해 싸움을 유도하고, 찰리가 크게 다친다. 그러나 한 갱단원이 찰리에게 피를 묻혀 투견이 물어뜯게 만들려고 할 때 찰리가 저항하는 과정에서 피가 담긴 그릇을 갱단원 얼굴에 쏟으면서 갱단원이 대신 죽는다.
이후 로런 일행은 놀이동산을 구성하는 시설물을 다각도로 활용하여 갱단원들을 처리해나간다. 대관람차를 작동해 추락시키고, 범퍼카 장치에 감전사하게 하고, 롤러코스터에 목이 날아가게 만드는 식이다. 에디는 주차장 주유 펌프구에 불을 붙이고 화염방사기처럼 휘두르며 반격하지만, 로런 일행은 역으로 이를 에디 얼굴에 맞춰 죽인다.
유원지는 악명 덕에 오히려 전보다 장사가 잘 된다. 갱단원의 어린 동생이 애비, 로런, 캐런을 차갑게 응시하면서 영화가 끝난다.

## 출연
- 섀넌 프레즈비 - 로런 맥윌리엄스 역
- 로리 로클린 - 애비 맥윌리엄스 역
- 제임스 스페이더 - 에디 두트라 역
- 에릭 스톨츠 - 마크 역
- 페이지 린 프라이스 - 캐런, 보안관 딸 역
- 코트 밀러 - 보안관 역
- 에디 존스 - 찰리 맥윌리엄스, 삼촌 역
- 루시 마틴 - 페이 맥윌리엄스, 숙모 역
- 톰 앳킨스 - "맥" 맥윌리엄스, 아버지 역
- 진 더베어 - 메리 베스 맥윌리엄스 역
- 존 필빈 - 기디언 역
- 빈센트 그랜트
- 브래드 설리번
- 존 아치

## 기타 제작진
- 배역: 페니 듀폰트, 줄리 휴스, 배리 모스